# Geschichten aus dem Mumintal
Geschichten aus dem Mumintal (Originaltitel: Det osynliga barnet och andra berättelser „Das unsichtbare Kind und andere Erzählungen“) ist das siebte der Mumin-Bücher der finnlandschwedischen Schriftstellerin Tove Jansson. Es erschien 1963. Das Buch weicht in seiner Struktur von den anderen Mumin-Büchern ab, da es kein Roman ist, sondern aus neun unabhängigen Geschichten besteht. Einige Geschichten handeln von der Muminfamilie, andere rücken Nebenfiguren der Reihe oder ganz neue Charaktere in den Vordergrund. Insbesondere die im schwedischen Original titelgebende Geschichte Das unsichtbare Kind erreichte Bekanntheit über das Buch hinaus.

## Handlung

### Die Frühlingsmelodie
Der Schnupferich ist nach einer seiner einsamen Wanderungen auf dem Weg zurück ins Mumintal. Er ist glücklich in seiner Einsamkeit und komponiert eine Melodie, die er Mumin vorspielen will. Dabei begegnet er einem kleinen Tier, das sich als Bewunderer zu erkennen gibt und ihm aufdringlich folgt. Es erklärt, den Schnupferich wegen seiner Unabhängigkeit, Kreativität und Weitgereistheit zu verehren, und bittet ihn, ihm ein Lied vorzuspielen oder eine Geschichte zu erzählen und sich einen Namen für es auszudenken, da es noch keinen habe. Der Schnupferich ist verärgert, weil er durch die Störung seine Melodie vergessen hat und lieber allein wäre. Er behandelt das Tier so abweisend, dass es sich schließlich enttäuscht verabschiedet. Um das Unbehagen der Trennung zu mildern, gibt der Schnupferich dem Tier den gewünschten Namen: Ti-ti-uu. Am nächsten Morgen bereut er seine Unfreundlichkeit. Er sucht Ti-ti-uu auf und bietet ihm an, ihm nun etwas vorzuspielen oder zu erzählen. Ti-ti-uu aber lehnt ab. Seit es einen Namen hat, ist es von zu Hause ausgezogen, hat sich ein Namensschild für sein zukünftiges eigenes Haus gebastelt und „angefangen zu leben“. Mit diesem neuen Leben als vollwertige Person ist es nun komplett beschäftigt, verabschiedet sich daher kurz angebunden und verschwindet im Heidekraut. Der Schnupferich genießt erneut die Einsamkeit und beginnt, eine neue Melodie zu komponieren.

### Ein schrecklicher Tag
Mit seinen selbst ausgedachten Gruselgeschichten jagt ein phantasiebegabter kleiner Homsa seinem kleinen Bruder Angst ein und schockiert seine Eltern. Die wohlmeinenden, aber simplen Eltern missverstehen sein schöpferisches Erzählen als Lügen und fühlen sich zu pädagogischen Strafmaßnahmen herausgefordert: Er muss ohne Essen ins Bett. Der Homsa ist sich keiner Schuld bewusst; ihm erscheint das Heraufbeschwören exotischer Todesgefahren als das Normalste der Welt. Verbittert läuft er von zu Hause weg. Der gerade wegdebattierte Unterschied zwischen der Realität und seinen Phantasien von Hotomomben, Schlammschlangen und Geisterwagen bringt ihn abends im Sumpf allerdings in arge Bedrängnis. Geängstigt flieht er in ein Haus, in dem die kleine Mü gerade bei ihrer Oma zu Besuch ist. Mü erweist sich als überlegene Meisterin: Sie entwickelt seinen Schauerstoff in noch viel gruseligeren Bedrohungsszenarien weiter, ohne selbst besonders beeindruckt davon zu sein. Der Homsa gerät endgültig in Furcht und Schrecken und ist nur zu gern bereit zu bekennen, alles sei doch nur ausgedacht – aber das nützt angesichts der entfesselten Vorstellung von den sich unaufhaltsam nähernden, alles überwuchernden Klebepilzen nichts mehr. Als ihn sein Vater abholt, ist er erleichtert. Er beklagt sich empört über diese „fürchterlich flunkernde“ Mü, der Vater äußert milde Verständnis, und die Familienharmonie ist wiederhergestellt.

### Die Filifjonka, die an Katastrophen glaubte
Eine Filifjonka wohnt in einem zu großen und ungemütlichen Haus an einer unwirtlichen Küste, in dem sie die Erbstücke ihrer Familie pflegt und das sie durch Einrichten und Dekorieren vergeblich wohnlicher zu machen versucht. Sie lebt in ständiger Angst vor einer großen, namenlosen Katastrophe, und noch der freundlichste Sommertag erscheint ihr bedrückend unheilschwanger. Der Besuch ihrer Bekannten Gafsa, geplant als ein Stück Normalität und eine Gelegenheit, sich etwas von dem, was sie belastet, von der Seele zu reden, misslingt vollkommen: Die trockene und konventionelle Gafsa kann weder mit der aufgeregten Konversation noch mit den hysterischen Offenbarungen der Filifjonka etwas anfangen und ist nur peinlich berührt. Als in der Nacht tatsächlich ein Sturm das Haus der Filifjonka zerstört und sie ins Freie flieht, schlagen ihre zunächst panischen Gefühle in Ruhe um. Am Morgen fühlt sie sich gewandelt, bleibt aber hin- und hergerissen zwischen dem intensiven Wunsch, ihren ruinierten Besitz einfach aufzugeben, und dem Gefühl der Verpflichtung gegenüber all dem Ererbten und Errungenen. Die Entscheidung wird ihr von einer Art Tornado abgenommen, der Haus, Mobiliar und Nippes spurlos in den Himmel reißt. Erleichtert und glücklich badet die Filifjonka bei Sonnenaufgang im Meer. Für die mit schlechtem Gewissen herbeieilende Gafsa, die sie über ihre Verluste trösten möchte, hat sie nur Spott übrig.

### Die Geschichte vom letzten Drachen auf der Welt
Mumin fängt einen winzig kleinen Drachen, den er zu zähmen und an sich zu binden versucht. Mit seiner ziemlich aus dem Ruder gelaufenen Liebe zu dem aparten, aber indifferenten Geschöpf („Oh mein kleiner Bubu-lubu-dubu.“) macht er nicht gerade eine gute Figur. Der Drache folgt lieber dem unabhängigen Schnupferich, und Mumin leidet Eifersuchtsqualen. Der Drache flieht vor Mumin, verbringt den Tag hochzufrieden auf dem Hut des angelnden Schnupferichs und lässt erkennen, dass er beabsichtigt, dort für immer zu bleiben. Aus Rücksicht auf Mumins Gefühle steckt der Schnupferich den schlafenden Drachen abends mit leichtem Bedauern in seine Kaffeekanne, die er zusammen mit seinem Hut einem im Boot vorbeikommenden Hemul übergibt. Er instruiert den Hemul im Austausch für den Fang des Tages, den Drachen zu füttern, zwei oder drei Tagesreisen entfernt freizulassen und den Hut dort als Nest für ihn aufzustellen. Mumin gegenüber äußert er sich wegwerfend über die notorische Unzuverlässigkeit und Flatterhaftigkeit von Drachen im Allgemeinen und gibt vor, über den Verbleib des Drachens nichts zu wissen. Schon halb getröstet, beginnt Mumin ein Gespräch übers Angeln.

### Der Hemul, der die Stille liebte
Ein Hemul arbeitet in einem Vergnügungspark, wo er die Eintrittskarten kontrolliert. Zwar macht ihm seine Arbeit keinen Spaß und ein ruhigerer Arbeitsplatz wäre ihm lieber, aber er möchte seine lärmende, unsensible, aber gutmütige Familie, die den Park betreibt, nicht enttäuschen. So sehnt er sich tagein, tagaus nach seiner Pensionierung. Als ein Sturm den Park zerstört, bauen die Hemule stattdessen eine Eisbahn und möchten den Titelhelden wieder als Ticketkontrolleur anstellen in der Meinung, ihm damit etwas Gutes zu tun. Er fasst sich schließlich ein Herz und offenbart seiner Familie seinen Wunsch nach einem stillen Ort. Seine Verwandten amüsieren sich über einen so absurden Wunsch, überlassen ihm aber bereitwillig den Schlüssel zu einem verlassenen Park, der seiner Großmutter gehört hatte. Der Hemul zieht dort ein und genießt die Ruhe. Dann aber kommen Scharen von traurigen Kindern, die Teile und Trümmer des Rummels gerettet haben und ihn wieder aufbauen wollen. Für den Hemul mag die Zerstörung des Vergnügungsparks eine Erleichterung gewesen sein – für die Kinder war sie eine Katastrophe. Ihr Kummer verleidet dem Hemul seine zufriedene Einsiedelei. Erst widerwillig, schließlich mit wachsender Freude verwandelt er gemeinsam mit den Kindern den Park der Großmutter in einen surrealen Vergnügungspark und erlaubt ihnen, darin zu spielen – unter der Bedingung, dass sie leise sind. Entgegen den Erwartungen der Hemulfamilie genießen die Kinder die Bedächtigkeit und Heimlichkeit ihres neuen Spielplatzes. Der Hemul bemerkt schließlich sogar, dass ihn die herrschende Stille etwas beunruhigt, und er beschließt, den Kindern zu erlauben, „dass sie lachen und, wenn ihnen danach ist, vielleicht auch ein bisschen vor sich hinsummen dürfen. Aber mehr nicht.“

### Die Geschichte vom unsichtbaren Kind
Tooticki, eine Freundin der Mumins, bringt ein Mädchen namens Ninni ins Mumintal. Sie wurde von ihrer Tante aufgezogen, die ihr nur mit kalter Ironie begegnete. Dadurch wurde Ninni unsichtbar. Tooticki hofft, dass die Zuwendung der Mumins sie wieder sichtbar machen kann. Die Mumins begegnen Ninni verwundert, aber interessiert und positiv. Sie integrieren ihren Gast in die Familie, und die Muminmutter behandelt Ninni mit einem heimlich in den Kaffee gemischten Hausmittel ihrer Großmutter gegen Unsichtbarkeit. Dass Ninni langsam wieder sichtbar wird, interpretiert die Muminmutter als Erfolg dieser Behandlung. Ninni schließt sich der Muminmutter eng an. Stets höflich, folgsam, humor- und ideenlos, ist sie aber als Spielkameradin für Mumin und Mü eine herbe Enttäuschung. Längere Zeit gibt es keinen Fortschritt, Ninnis Gesicht bleibt unsichtbar, und die Muminmutter gibt die Behandlung mit dem Hausmittel auf. Die kleine Mü meint, dass Ninni die Fähigkeit fehle, wütend zu werden, und dass sie deshalb kein eigenes Gesicht habe. Diese Annahme bestätigt sich in der Schlussszene: Als der Muminvater zum Spaß so tut, als wolle er die Muminmutter vom Steg ins Meer schubsen, beißt Ninni, die ihre geliebte Muminmutter bedroht sieht, ihn vor Wut in den Schwanz. Daraufhin wird zur allgemeinen Begeisterung ihr stupsnasiges Gesicht sichtbar. Als der Muminvater selbst ins Wasser fällt, bekommt sie einen wilden Lachanfall. Tooticki bemerkt verblüfft, Ninni sei ja sogar boshafter als die kleine Mü. Die Muminmutter fühlt sich in ihrem Glauben an die unfehlbare Wirksamkeit von Großmutters Hausmitteln doch wieder bestärkt.

### Das Geheimnis der Hatifnatten
Den Muminvater packt die Sehnsucht, zu reisen. Er beschließt, das Geheimnis der Hatifnatten zu ergründen, rastloser, stummer Wesen, die auf Segelbooten umherfahren. Er segelt eine Weile mit den Hatifnatten und versucht, eine Beziehung zu ihnen aufzubauen. Er muss aber feststellen, dass die Hatifnatten keineswegs die freien, unkonventionellen Abenteurer sind, als die sie ihm immer erschienen, sondern leere, gefühllose Getriebene, die nur durch die Elektrizität eines gemeinsam erlebten Gewitters einen Anflug von Lebendigkeit bekommen. Der Muminvater erkennt, dass es seine ganz eigenen Gedanken und Gefühle sind, einschließlich der unangenehmen, die ihn zu einem glücklichen Mann/Troll machen, und dass seine Familie ihn nicht einschränkt, wie er anfangs meinte, sondern befreit: „Der Muminvater bekam Heimweh nach seiner Familie und seiner Veranda. Plötzlich ging ihm auf, dass es ihm nur dort möglich sein würde, so frei und abenteuerlich zu sein, wie es ein richtiger Vater sein soll.“

### Cedric
Das Schnüferl verschenkt seinen geliebten Plüschhund Cedric – offenbar hatte es Mumin missverstanden, der ihm erklärt hatte, man bekäme, was man verschenkt „zehnfach wieder und fühlt sich danach ganz wunderbar“. Natürlich bereut es den Verlust sofort. Der Schnupferich versucht, es zu trösten, indem er ihm die Geschichte seiner Großtante erzählt: Diese sammelte ihr Leben lang schöne und wertvolle Dinge und lebte ohne Freunde in einem prächtig ausgestatteten Haus. Als sie krank wurde und glaubte, bald sterben zu müssen, ging ihr auf, wie anders sie sich in ihrer Jugend ihr Leben vorgestellt hatte und wie wenig tröstlich ihr Eigentum letztlich für sie war. So verschenkte sie mit Ausnahme eines großen Bettes alles, was sie besaß, in Form von Überraschungspaketen an ihre Verwandten und Bekannten. Sie hatte so viel Vergnügen am Schenken und ihr Haus bot ihr so viel mehr Freiraum, dass sie fröhlicher und gelassener wurde. Sie begann, andere einzuladen, gewann Freunde und wurde schließlich wieder gesund. Daraufhin machte sie sich daran, einige ihrer Jugendträume zu realisieren und begab sich schließlich auch auf die ersehnte Reise an den Amazonas, womit die Geschichte endet. Das Schnüferl begreift die Moral der Geschichte nicht und ist abwechselnd angeödet, weil es die pädagogische Absicht des Erzählers ahnt, und entsetzt über das seiner Meinung nach tragische Schicksal der Großtante: Die Tante habe ihren Besitz ganz vergeblich verschenkt, da sie ja doch nicht gestorben sei. Der Schnupferich kapituliert vor Schnüferls unerschütterlicher naiver Besitzgier und erzählt ihm, das verbliebene Bett hätte aus purem Gold, „Diamanten und Karneolen“ bestanden. In einer kursiv gesetzten Nachbemerkung erfährt der Leser, das Schnüferl hätte Cedric, wenn auch recht lädiert, schließlich wiederbekommen.

### Der Tannenbaum
Der Tannenbaum ist eine humorvolle Weihnachtsgeschichte. Die Mumins werden am Weihnachtstag aus ihrem Winterschlaf geweckt. Verwundert beobachten sie die anderen Lebewesen des Mumintals bei ihren geschäftigen, beinahe panischen Vorbereitungen. Aus der allgemeinen Aufregung schließen sie, dass es sich bei „Weihnachten“ um eine nahende Katastrophe handeln muss. Sie versuchen, das beobachtete Verhalten nachzuahmen, schmücken im verschneiten Garten einen Baum und packen Geschenke ein in der Hoffnung, dadurch die Katastrophe aufhalten zu können. Während die Familie angstvoll auf „Weihnachten“ wartet, gesellt sich ein kleines Knütt mit seiner Verwandtschaft zu ihnen. Diese schüchternen und kümmerlichen Wesen sind von der Schönheit und Pracht der Weihnachtszurichtungen der Muminfamilie überwältigt, wenn sie auch nicht umhinkönnen zu bemerken, dass nicht alles so ganz den Konventionen entspricht. Schließlich überlässt die Muminfamilie der Knütt-Verwandtschaft Baum, Festmahl und Geschenke und zieht sich ins Muminhaus zurück. Sie stellen fest, dass alles gut zu gehen scheint, einigen sich darauf, dass die anderen Wesen im Mumintal wohl etwas falsch verstanden haben müssen, und gehen wieder schlafen.

## Figuren und Themen
Geschichten aus dem Mumintal hat von allen Mumin-Büchern die größte Bandbreite an Figuren. Sowohl die Hauptfiguren der Mumin-Reihe spielen eine Rolle als auch einige weitere Gestalten, die in den anderen Büchern nur am Rande oder gar nicht vorkommen. Filifjonkas und ein Homsa tauchten bereits in Sturm im Mumintal auf; diese sind aber nicht mit den Figuren in Geschichten aus dem Mumintal identisch. Hemule kommen in mehreren Büchern vor und sind in der Regel als unsympathische Ordnungshüter charakterisiert. In Der Hemul, der die Stille liebte steht erstmals ein Hemul als Identifikationsfigur im Vordergrund. Tove Jansson drückte hier ihren eigenen Wunsch nach einem ruhigen Wohnort aus, den sie schließlich auf der Insel Klovharu fand. Der Wunsch, in Ruhe gelassen zu werden, spricht auch aus der Geschichte Der Tannenbaum, in der die Mumins am liebsten einfach ihren Winterschlaf fortsetzen wollen.
In Die Frühlingsmelodie steht erstmals der Schnupferich im Zentrum der Handlung. Während er in den übrigen Büchern durch Mumins Augen gesehen wird, wird hier seine Beziehung zu Mumin aus der Sicht des Schnupferichs beleuchtet. Es wird deutlich, dass der Schnupferich weiß, wie sehr Mumin unter seiner Abwesenheit leidet. Trotzdem muss er seine Unabhängigkeit wahren und gelegentlich für längere Zeit allein sein. Darin spiegelt er Tove Janssons Beziehung zu ihrem früheren Lebensgefährten Atos Wirtanen wider. Der Schnupferich tritt in der Geschichte außerdem als Künstler auf, der den Umgang mit seinen Fans lernen muss. Tove Jansson, die in den Jahren vor der Veröffentlichung des Buches immer stärker ins Interesse der Öffentlichkeit gerückt worden war, beschreibt in dieser Geschichte die Gefahr, den kreativen Prozess zu behindern, indem man gezwungen ist, zu viel darüber zu reden. Der Schnupferich als Künstler taucht in Cedric erneut auf. Auch hier lässt sich sein schöpferischer Prozess – in diesem Fall das Geschichtenerzählen – mitverfolgen. Wie schon in Muminvaters wildbewegte Jugend macht Tove Jansson nicht nur das Erzählen selbst zum Thema, sondern auch die unterschiedlichen Herangehensweisen verschiedener Altersgruppen an dieselbe Geschichte, die in der öffentlichen Diskussion um die Mumins immer wieder eine Rolle spielte.
Der angenehmen Einsamkeit des Schnupferichs ist die bedrückende Einsamkeit der Filifjonka entgegengesetzt. In Die Filifjonka, die an Katastrophen glaubte lebt die Hauptfigur in ständiger Angst und fühlt sich von anderen unverstanden. Jansson beschreibt hier die Depressionen, an denen sie selbst zeitweise litt. Zum Schluss erkennt die Filifjonka, dass die wahre Gefahr nicht das Unwetter draußen ist, sondern die Enge ihres eigenen Hauses und die restriktiven sozialen Normen, an die sie sich zeitlebens gehalten hat.
Das Finden der eigenen Identität ist Thema der Geschichte vom unsichtbaren Kind sowie in Die Frühlingsmelodie. Das Mädchen Ninni in Die Geschichte vom unsichtbaren Kind – im schwedischen Original die Titelgeschichte – bot für Jansson eine wichtige Identifikationsfigur. Sie schrieb 1966, dass auch sie hoffte, eines Tages ihr eigenes Gesicht zu finden, indem sie sich nicht alles gefallen ließe. Die Figuren, die in der Geschichte Ninni am meisten helfen, wieder sichtbar zu werden, sind die Muminmutter und Tooticki, die Janssons Mutter Signe Hammarsten-Jansson und ihre Lebensgefährtin Tuulikki Pietilä repräsentieren. Jansson hatte sich zuvor intensiv mit Entwicklungspsychologie beschäftigt. Die Geschichte vom unsichtbaren Kind wurde ihrerseits in der Kinderpsychologie rezipiert.
Das Geheimnis der Hatifnatten nimmt Teile des Romans Mumins wundersame Inselabenteuer vorweg, indem es den Muminvater in den Mittelpunkt stellt, der seiner Sehnsucht nach dem Meer folgt. Eine ähnliche Reise des Muminvaters wurde bereits in Mumins lange Reise erwähnt. In dieser Geschichte tritt das Selbstverständnis der Muminfamilie zutage: Die Muminmutter macht sich keine Sorgen um den Muminvater, da sie sich seiner Rückkehr sicher ist und da nur so alle Familienmitglieder die maximale Freiheit genießen können, ohne ein schlechtes Gewissen haben zu müssen.
Der Unwillen der Wesen des Mumintals, gezähmt zu werden, ist ein wiederkehrendes Element in den Mumin-Büchern. Die Geschichte vom letzten Drachen auf der Welt hat Ähnlichkeit zu dem gescheiterten Zähmungsversuch des Kätzchens durch das Schnüferl in Komet im Mumintal.

## Publikationsgeschichte
Der Tannenbaum war als einzige Geschichte der Sammlung schon vorher erschienen. Jansson hatte sie 1956 für die Weihnachtsbeilage des Svenska Dagbladet geschrieben.
Mit der Zusammenstellung kurzer, abgeschlossener Erzählungen wählte Tove Jansson für die Geschichten aus dem Mumintal eine Form, die auch für ihre Erwachsenenbücher prägend war. Auch durch die Wahl der Themen setzte sie die Einbeziehung von Erwachsenen in ihre Zielgruppe fort. Der schwedischsprachige Verlag trug dieser Ausrichtung Rechnung, indem er das Buch mit dem Hinweis „für jedes Alter“ versah. Dagegen wiesen die deutschsprachigen Klappentexte das Buch durch ihre Fokussierung auf den „kleinen Mumintroll“ weiterhin als Kinderbuch aus. Auch in den deutschen Medien wurde aber der erwachsene Charakter des Buches besprochen. Das Buch erhielt in Deutschland ein breites Medienecho, nicht zuletzt weil Tove Jansson kurz vor dem Erscheinen der deutschen Übersetzung mit dem international beachteten Hans Christian Andersen Preis ausgezeichnet worden war.
Während Geschichten aus dem Mumintal in der Originalfassung das siebte Buch Mumin-Reihe war, erschien es in Deutschland 1966 als fünfter Band in einer Übersetzung von Dorothea Bjelfvenstam. Viele der kleineren Illustrationen wurden in der deutschen Ausgabe weggelassen. In der DDR erschien Geschichten aus dem Mumintal im Kinderbuch-Verlag. In dieser Ausgabe wurden Tove Janssons Illustrationen durch eine komplette Neuillustration ersetzt. Im Doppelband Das große Muminbuch erschienen die Geschichten aus dem Mumintal gemeinsam mit Mumins wundersame Inselabenteuer. Zeitweise erschienen auch beide Bücher gemeinsam unter dem Titel Mumins Inselabenteuer. Eine Neuübersetzung von Birgitta Kicherer erschien 2005.
2007 erschien im Verlag Sauerländer eine Hörbuchfassung, gelesen von Dirk Bach.
Eine Benefiz-Sonderausgabe mit Die Geschichte vom unsichtbaren Kind und Der Tannenbaum in englischer Übersetzung erschien 2017. Der größte Teil der Einnahmen kommt Hilfsprojekten der Organisation Oxfam für Frauen und Mädchen zugute.
Die schwedische Autorin Cecilia Davidsson brachte ab 2017 mehrere Bilderbücher heraus, in denen sie ausgewählte Geschichten aus dem Mumintal nacherzählt. Bisher erschienen auf Deutsch Die Mumins und der letzte Drache, Die Mumins und der unsichtbare Gast und Weihnachten im Mumintal (Letzteres zusammen mit Alex Haridi). Cecilia Heikkilä bzw. Filippa Widlund illustrierten die Bücher angelehnt an Tove Janssons Stil. Birgitta Kicherer übersetzte sie ins Deutsche.

## Auszeichnungen
1964 erhielt Tove Jansson für Geschichten aus dem Mumintal die Anni-Swan-Medaille.

## Adaptionen
Der Tannenbaum, Die Filifjonka, die an Katastrophen glaubte, Die Geschichte vom letzten Drachen auf der Welt und Cedric wurden in der polnisch-österreichischen Stop-Motion-Serie Die Mumins verarbeitet. In der japanischen Animations-Serie Mumins wurden Die Geschichte vom letzten Drachen auf der Welt und Der Tannenbaum ebenfalls verwendet, zusätzlich Das unsichtbare Kind und Die Frühlingsmelodie.
In der schwedischen Serie Mumindalen aus dem Jahr 1973 wurden die Erzählungen Die Frühlingsmelodie (der erste Teil von Folge 15), Die Geschichte vom letzten Drachen auf der Welt (Teile der Folgen 14 und 15, sowie Folge 16, der Drache wurde durch den Ahnen ersetzt), Die Geschichte vom unsichtbaren Kind (Folge 21 bis 22) und Der Tannenbaum (der letzte Teil von Folge 23, Folge 24) behandelt.
Eine Theateradaption der Geschichten aus dem Mumintal wurde 2015 im Oslo Nye Teater aufgeführt.